# Oh! Gravity.
Oh! Gravity. —en español: Oh! Gravedad.— es el sexto álbum de estudio de la banda estadounidense Switchfoot. Fue lanzado el 26 de diciembre de 2006. Además, el último álbum que se publicará en un contrato discográfico importante.
Para dar a los fanes un adelanto del nuevo material, Switchfoot lanzó los descargables single "Dirty Second Hands" a las principales tiendas de música en línea el 26 de septiembre en la primera radio del álbum solo, el título de la canción "Oh! Gravity.", fue lanzado a la radio el 31 de octubre, y fueron puestos al aire moderada en las estaciones de alternativas a través de América. Además, la banda ofrece streaming de audio libre tanto de las pistas antes mencionados en su página de MySpace.
El álbum debutó en el Billboard 200 en el número 18, como el segundo debut más alto de la semana, vendiendo 63.000 copias en su primera semana. En junio de 2010, el álbum había vendido 262,000+ copias. 

## Antecedentes
El concepto de Oh! Gravity. Originalmente comenzó como un corto grabación de un EP. "No estábamos tratando de lograr nada; sólo dispusimos a hacer música para nosotros mismos" el vocalista y principal compositor Jon Foreman dijo del proceso. Switchfoot, que recorrer en gran medida a lo largo del año, se tomó un descanso en la primavera de 2006, entre las piernas de la Nada es sonido tour para grabar cinco o seis ideas de canciones con el productor John Fields. Durante su tiempo en el estudio, la banda encontró que tuvieron tiempo más que suficiente para grabar canciones adicionales, y decidieron armar un LP de larga duración, que han llamado su mayor esfuerzo "sincero" todavía.

### Música y temas líricos
Mientras que el esfuerzo anterior de la banda, de 2005 Nothing Is Sound, se denominó "más oscuro" Oh! Gravity. Representó una salida de ese sonido densamente en capas. Fue un intento de encontrar el equilibrio entre "escupir y pulir", como dijo Foreman. "Consiguió del Este mucho más saliva." Como tal, el álbum fue más claro en la estratificación sónica, con menos elementos de producción que Nothing Is Sound o incluso The Beautiful Letdown, y llevó a una dirección más pop, con la nueva experimentación en las áreas de la banda no había explorado anteriormente, a la vez que de regresar a su lo-fi raíces indie. Los temas exploran la vida, el tiempo, hacer frente a la muerte de un ser querido, y, lo más dominante, anti-materialismo, sobre todo en las canciones "American Dream" y "4:12", con las letras: "Empiezas a creer / que todo lo que somos es el material / es absurda ".

## Lista de canciones
| N.º | Título                           | Escritor(es)             | Duración |  |
| 1.  | «Oh! Gravity.»                   | Jon Foreman, Tim Foreman | 2:30     |  |
| 2.  | «American Dream»                 | J. Foreman               | 3:09     |  |
| 3.  | «Dirty Second Hands»             | J. Foreman, Todd Cooper  | 3:18     |  |
| 4.  | «Awakening»                      | J. Foreman               | 4:11     |  |
| 5.  | «Circles»                        | J. Foreman               | 4:06     |  |
| 6.  | «Amateur Lovers»                 | J. Foreman               | 4:36     |  |
| 7.  | «Faust, Midas, and Myself»       | J. Foreman               | 3:51     |  |
| 8.  | «Head Over Heels (In This Life)» | J. Foreman               | 3:41     |  |
| 9.  | «Yesterdays»                     | J. Foreman, T. Foreman   | 4:04     |  |
| 10. | «Burn Out Bright»                | J. Foreman, T. Foreman   | 3:24     |  |
| 11. | «4:12»                           | J. Foreman               | 4:12     |  |
| 12. | «Let Your Love Be Strong»        | J. Foreman               | 3:47     |  |

## Posiciones
| Lista (2007)                      | Posición |
| --------------------------------- | -------- |
| Estados Unidos (Billboard 200)    | 18       |
| Estados Unidos (Christian Albums) | 1        |
| Estados Unidos (Top Rock Albums)  | 4        |

## Personal
Switchfoot
- Jon Foreman - voz principal, guitarra rítmica
- Tim Foreman - bajo eléctrico, coros
- Chad Butler - tambores
- Jerome Fontamillas - guitarra rítmica, teclado, coros
- Drew Shirley - guitarra principal, coros